# ناوتیپ
ناوتیپ (flotilla) نوعی تقسیم‌بندی اداری-پشتیبانی نیروها در نیروی دریایی است که شامل دو یا چند ناوگروه (squadron) می‌باشد. همچنین ناوتیپ نوعی سازماندهی راهکنشی یا عملیاتی در نیروی دریایی است که شامل دو یا چند ناوگروه و همراه با ناو سرفرماندهی یا ناو پشتیبان (tender) یا هر دو می‌باشد.